# 울지을승
울지을승(尉遲乙僧, 호탄어: Viśa Īrasangä, ? ~ ?) 또는 위지을승은 중국의 당나라 정관(貞觀) 시기의 화가이며, 호탄 왕국 사람이다. 수나라 당시의 화가인 울지발질나(尉遲跋質那)의 아들이며, 울지발질나를 '대울지(大尉遲)', 울지을승을 '소울지(小尉遲)'라고도 한다.
서역의 화법을 당나라에 가져온 대표적인 화가로 알려져있으며, 당대의 화가인 염입본(閻立本), 오도현(吳道玄)에 비견될 정도로 높이 평가받았다.
특히 불화(佛畵)를 잘 그렸으며, 필선이 철사를 구부린 것처럼 딱딱하고 굵기가 일정하여 '굴철반사(屈鐵盤絲)'라는 평을 받았다. 또한 채색을 잘 활용해 사물의 입체감과 원근감을 살렸으며, 이러한 화풍으로 그려진 그림을 '요철화(凹凸畵)'라고도 한다.

## 화랑

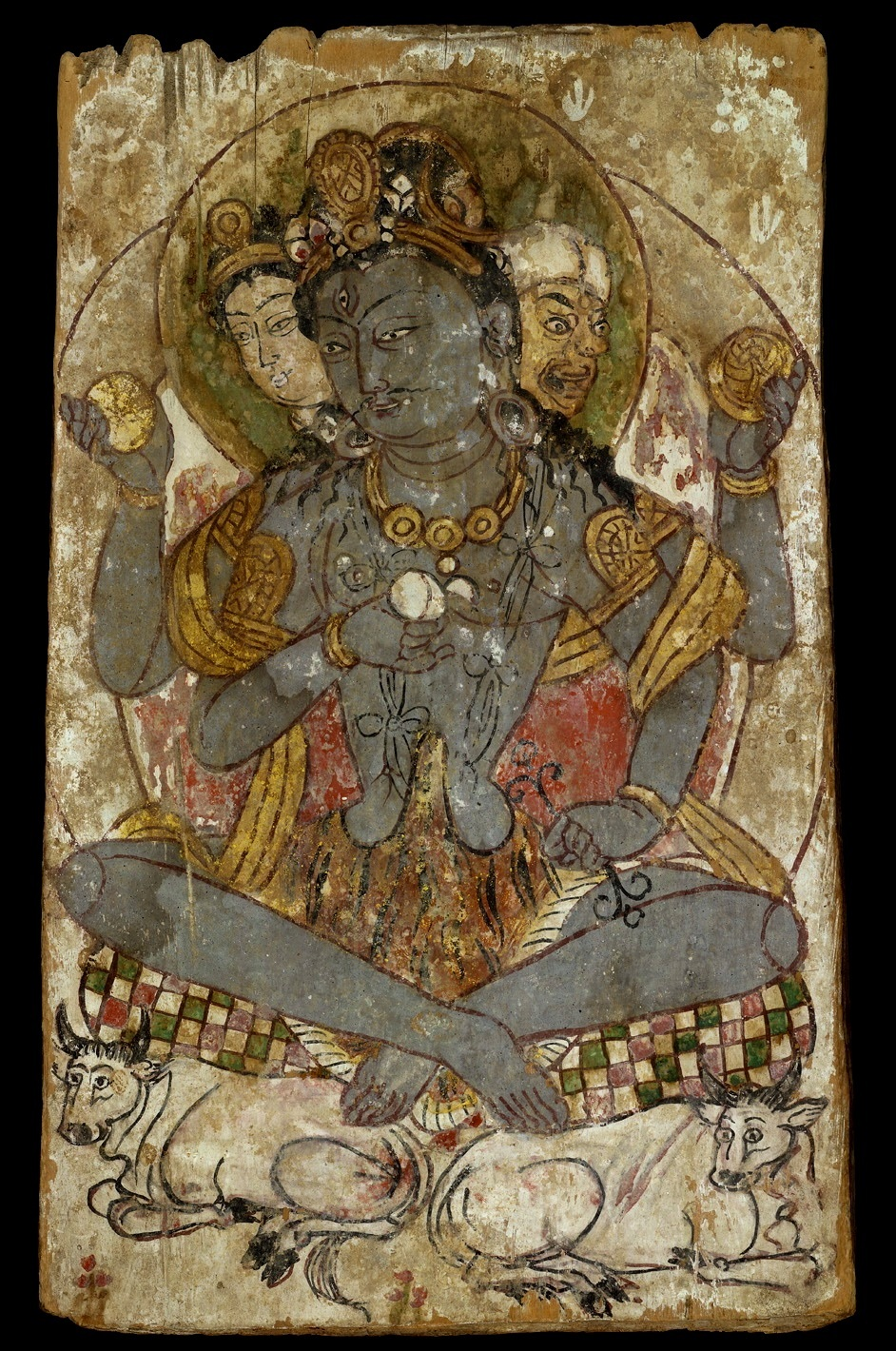
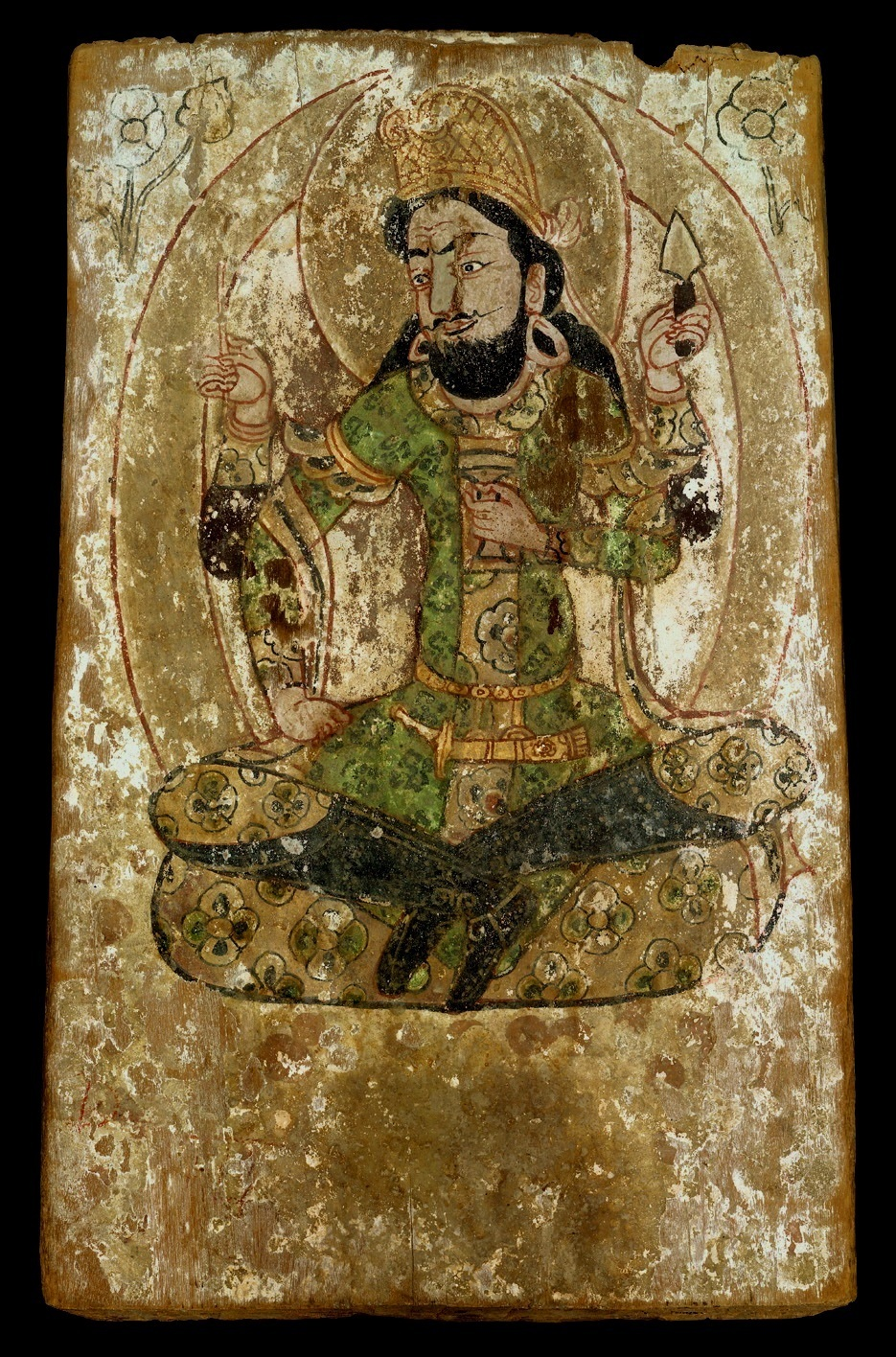
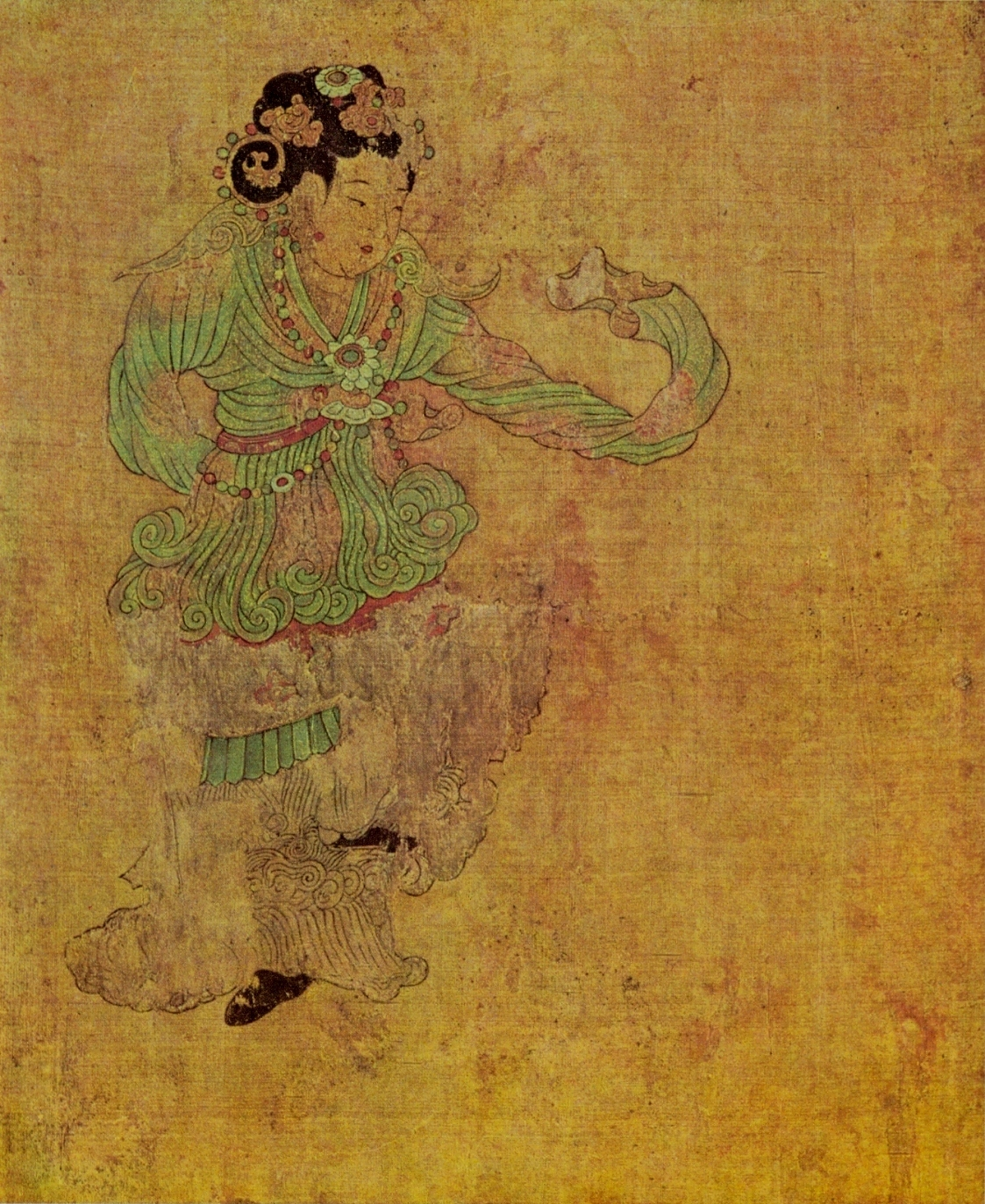
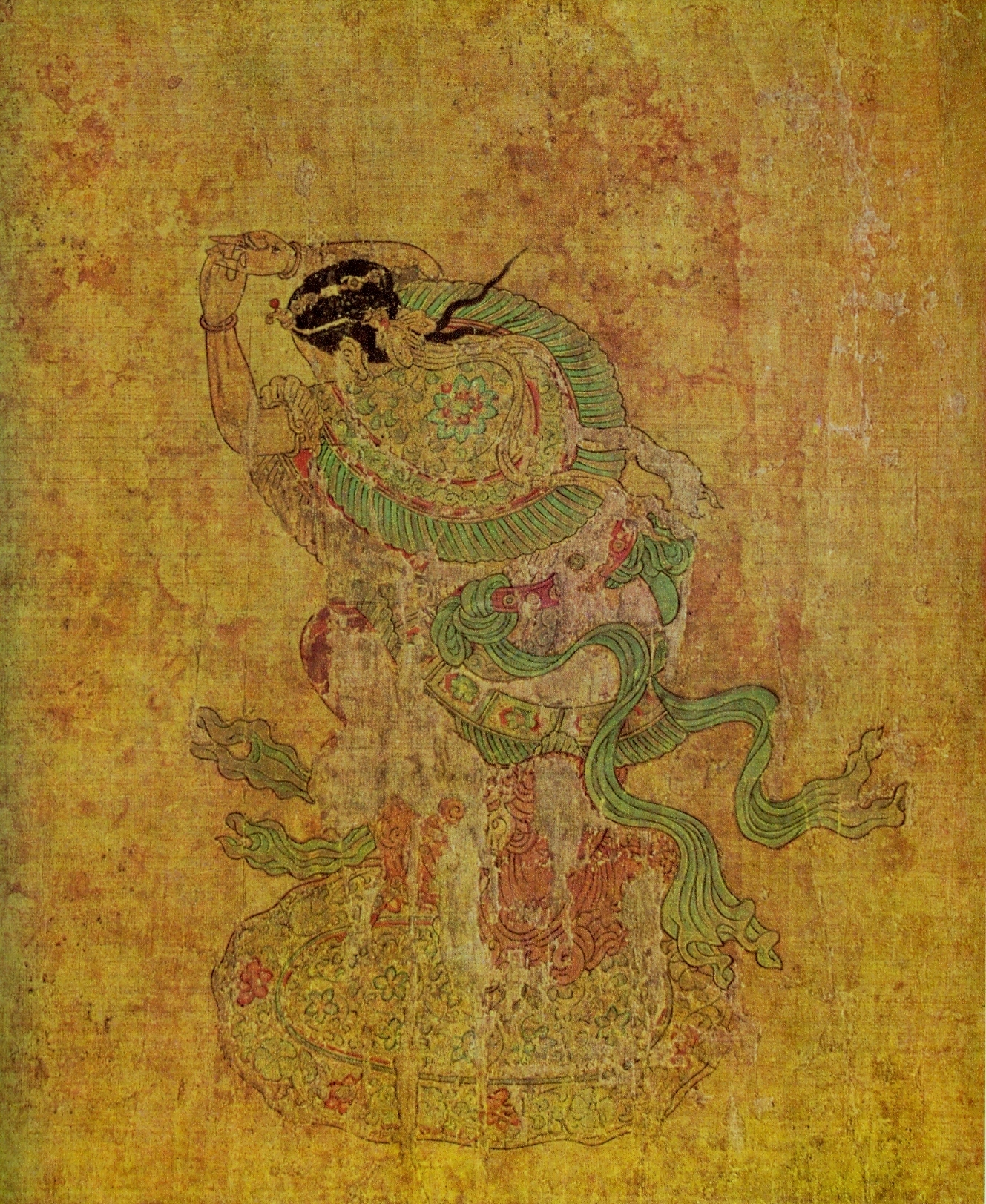
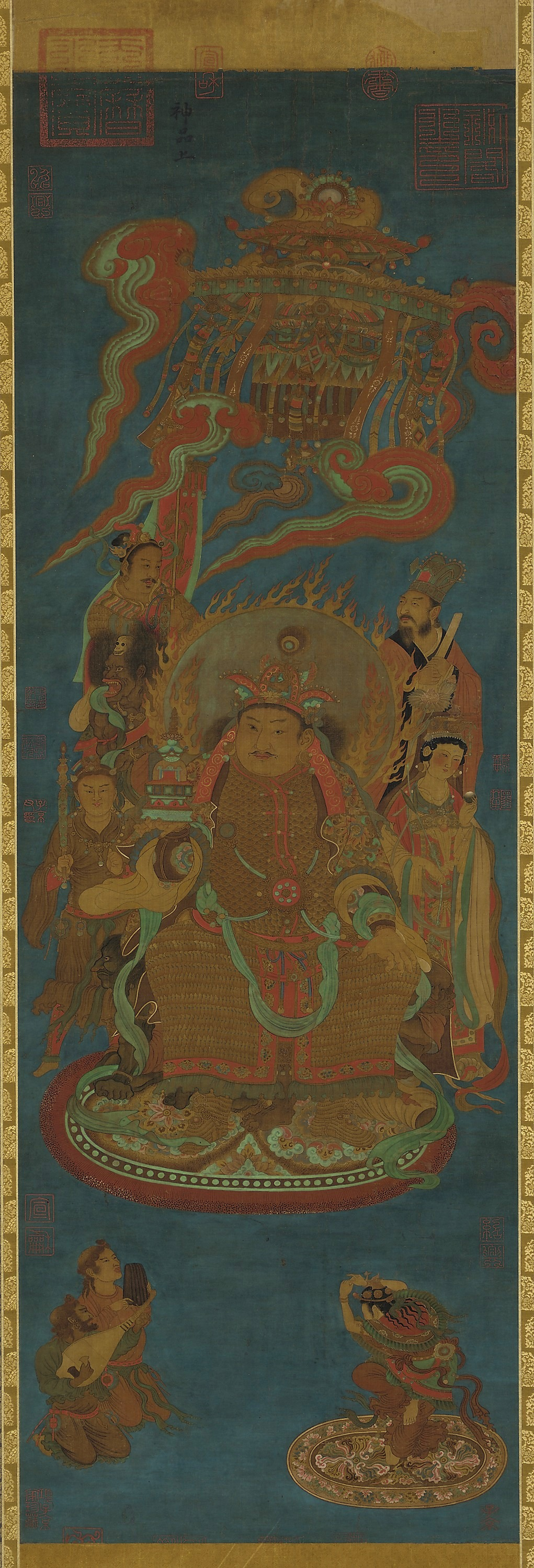